# NGC 7185
NGC 7185 est une galaxie lenticulaire située dans la constellation du Verseau. Sa vitesse par rapport au fond diffus cosmologique est de 1 486 ± 26 km/s, ce qui correspond à une distance de Hubble de 21,9 ± 1,6 Mpc (∼71,4 millions d'al). NGC 7185 a été découverte par l'astronome germano-britannique William Herschel en 1787.
À ce jour, trois mesures non basées sur le décalage vers le rouge (redshift) donnent une distance de 23,333 ± 5,431 Mpc (∼76,1 millions d'al), ce qui est à l'intérieur des valeurs de la distance de Hubble.
La galaxie LEDA 840867 située à proximité sur la sphère céleste est une lointaine galaxie dont la distance de Hubble est de 
409 ± 29 kpc (∼1,33 million d'al). La base de données Simbad mentionne que NGC 7185 fait partie d'une paire de galaxies sans identifier l'autre galaxie, mais ce n'est certes pas cette dernière.